# Ingeborg Åkerman
Ingeborg Åkerman, född 15 augusti 1881 i Skabersjö församling, Malmöhus län död 21 februari 1960 i Malmö, var en svensk målare.
Hon var dotter till löjtnanten Vilhelm Georg Åkerman och Emma Dahl samt svägerska till Märta Åkerman. Hon studerade vid Konstakademin i Stockholm 1902–1907 och bedrev självstudier under resor till Nederländerna, Belgien samt i Tyskland, Tyskland, Frankrike och Italien där hon besökte olika målarskolor. Efter att hon återvände till Sverige bosatte hon sig i Malmö och blev en aktiv medlem i Skånska konstnärslaget. Separat ställde hon endast ut två gånger båda gångerna i Malmö på 1940-talet. Hon medverkade i den Baltiska utställningen 1914 och samlingsutställningar arrangerade av Sveriges allmänna konstförening, Skånska konstnärslaget och Föreningen Svenska Konstnärinnors utställningar på Skånska konstmuseum och i Philadelphia 1930. Hennes konst består av Skånska landskapsskildringar och interiörbilder. Åkerman är representerad vid Malmö museum, Uppsala universitetsbibliotek och Tomelilla kommun.